# Luta dos Portos
 Denomina-se Luta dos Portos à série de enfrentamentos entre as oligarquias comerciantes de Buenos Aires e a de Montevidéu pelo domínio das vias comerciais do território rioplatense. Essas tensões, entre o porto argentino e o uruguaio começaram ainda no período colonial e seguiram até a independência do Estado Oriental do Uruguai em 1830.

## Princípio
Em 1723, o governador de Colônia do Sacramento, Antônio Pedro de Vasconsellos, enviou o almirante Freitas Fonseca à Baía de Montevidéu, com a missão de fundar uma nova cidade portuguesa. Informado, o então governador de Buenos Aires, Bruno Mauricio de Zabala, enviou uma expedição e expulsou os portugueses
Com a madeira que trouxeram, Zabala construiu um forte que ele chamou de San José. Esta foi a origem da cidade de Montevidéu.
Sua intenção primordial era deter a expansão portuguesa, mas a idéia das autoridades espanholas era encontrar ali uma cidade que pudesse suprir as deficiências do porto de Buenos Aires, afetadas pela correnteza do rio Uruguai e do rio Paraná e que, portanto, precisava de dragagens constantes. A baía de Montevidéu, profunda e protegida, era o melhor porto natural da região, e Zabala sabia disso. Suas tentativas de transformar o forte primitivo em uma cidade comercial, no entanto, encontraram oposição dos habitantes de Buenos Aires, especialmente os da incipiente classe comercial.
Comerciantes portenhos alertaram que uma cidade construída em territórios mais favoráveis à navegação se tornaria rival de seus próprios interesses. Portanto, algumas pessoas dizem que a "luta portuária", que desempenhou um papel importante na independência do Uruguai, começou antes mesmo da fundação de Montevidéu.
Ignorando essas opiniões e obedecendo às ordens da Coroa, Zabala emitiu, em agosto de 1726, um auto em que eram oferecidos incentivos às famílias que queriam se mudar para a nova cidade a ser fundada na baía de Montevidéu. Os inimigos do projeto então começaram uma forte campanha para desencorajar essa iniciativa, falando da ferocidade dos charruas e do perigo de incursões de piratas e dos mamelucos brasileiros. Apesar de tudo, sete famílias deixaram Buenos Aires para povoar a nova cidade que seria erguida como inimiga comercial de Buenos Aires.

## A autonomia montevideana
Mais tarde, em 1751, Montevidéu era governada por comandantes militares, porque prevalecia sua condição de forte e dique de contenção às pretensões portuguesas. Mas pouco a pouco os aspectos comerciais adquiriram importância, o incentivo ao reformismo liberalizante dos Bourbons, e a Coroa criou o governo de Montevidéu, com um privilégio muito especial: o governador era nomeado diretamente pelo rei, e não pela capital do governo, Buenos Aires, como acontecia nos outros territórios do governo. Esta jurisdição foi muito apreciada e valorizada pela população de Montevidéu, pois lhes deu autonomia administrativa de Buenos Aires, a capital rival do governo e, após 1776, do Vice-reino do Rio da Prata.

## O conflito no Vice-reino do Rio da Prata.
Com o passar do tempo, após a formação do Vice-Reino do Rio da Prata, o confronto entre Montevidéu e Buenos Aires cresceu com uma causa essencial, a aspiração de ambas cidades de controlar as vias comerciais do território.
Dois portos, localizados em frente um do outro, pretendiam ser a via principal e, se possível, a única, de entrada e saída de produtos para toda a área. Seus comerciantes recebiam a matéria-prima dos produtores rurais e a exploravam; ao mesmo tempo, as importações entraram e eram distribuídas para o resto do território. Ambos os portos tinham a mesma hinterlândia que os servia como fornecedores de matérias-primas e mercado para circular os produtos que importavam.
Diante do crescimento político e comercial de Buenos Aires, o comércio ficou mais monopolizado sobre a cidade de argentina, o que prejudicou seriamente as províncias do Vice-Reino. Portanto, Montevidéu foi apresentado como a melhor alternativa para a aspiração das províncias do interior para evitar o monopólio da capital, Buenos Aires.

## O Consulado do Comércio e suas imposições fiscais
Em 1794 foi criado o Consulado do Comércio de Buenos Aires, cujo secretário geral era Manuel Belgrano, e que tinha jurisdição comercial em toda a área do vice-reino, mas que era composto apenas por portenhos. A ação desse organismo era uma fonte constante de conflitos entre as autoridades de Buenos Aires e de Montevidéu.
O Consulado, de acordo com as vezes com os vice-reis - que residiam em Buenos Aires - adotou medidas fiscais que afetaram o tráfego comercial de Montevidéu: 0,5% em todas as mercadorias que entravam e saíam pelos dois portos; outros 0,5%, chamados de "imposto sobre quebra", entre muitos outros impostos, que por si só pareciam baratos, mas, quando somados propiciavam um gasto importante para os mercadores montevideanos. Os montevideanos protestaram furiosamente com essa política fiscal. por um lado, era uma violação do antigo princípio medieval de que "imposição sem representação é equivalente a tirania", já que os mercadores não tinham representação no Consulado do Comércio; ou seja, somente aqueles que foram consultados e deram sua opinião sobre o assunto podem, eventualmente, ser cobrado com impostos. Por outro lado, mais pragmática, a queixa era justificada pelo fato de que os recursos dessas exações eram usados apenas para o benefício de Buenos Aires. As autoridades de Buenos Aires nem sequer cumpriram sua obrigação de manter o porto de Montevidéu limpo e em bom estado, e os mercadores tiveram que cuidar dessas tarefas com seu próprio dinheiro.
Como forma de solucionar esses conflitos, o Consulado do Comércio nomeou, em 1798, um delegado que deveria residir em Montevidéu e conhecer as aspirações do comércio local. Mas a medida, supostamente de pacificação do conflito, foi contraproducente, já que foi nomeado um portenho, José de Revuelta. O povo de Montevidéu considerou que havia pessoas com conhecimento, prestígio e capacidade suficientes entre eles próprios para ocupar essa posição e protestaram.

## Pretensões autonomistas
Naquela época, desde 1795, foi criado o Corpo dos Mercadores de Montevideanos, órgão sindical dedicado à defesa dos interesses da burguesia portuária. Em 1799 foi realizada uma reunião de proprietários de terra e mercadores que estudaram a situação e decidiram apresentar uma queixa à Coroa expondo a situação, as denúncias foram feitas e solicitou-se a criação de um consulado comercial especificamente baseado em Montevidéu.

## O perigo montevideano
A partir da vigência da Pragmática do Livre Comércio em 1778, a atividade comercial de Montevidéu e de Buenos Aires aumentou exponencialmente, e com ela o enriquecimento de seus mercadores, mas Montevidéu estava tendo vantagens  notáveis sobre sua adversária nessa área; em 1802, seu porto exportou produtos pecuários em um valor de US $ 88 423,99, enquanto Buenos Aires, no mesmo período, o fez por US $ 40.219. Apesar de o porto oriental ser um dos provedores da principal fonte de riqueza do vice-reinado, ele não só não recebia os benefícios correspondentes, como também não podia dispor do que era dele, consumido pela voracidade fiscal.

## A Enseada de Barragán
O porto de Buenos Aires, sendo cada vez menos apto à chegada de embarcações ultramarinas de grande calado devido a correnteza dos rio Uruguai e do rio Paraná, fez várias tentativas pelo Consulado de Comércio de Buenos Aires, para taxar mais o tráfico comercial de Montevidéu, que fracassaram diante da oposição cerrada dos afetados. Havia uma enseada natural no sudeste da cidade chamada Enseada de Barragán, que poderia servir como um porto substituto, com algumas obras. Em 1801, o Consulado de Comércio de Buenos Aires solicitou às autoridades espanholas a qualificação deste lugar, mas em 1808 o conflito de independência começou, quando Buenos Aires se preparava para construir o referido porto.
Montevidéu viu que o produto de suas contribuições não só não era aplicado para melhorar as condições de seu porto, mas que era usado para criar um novo rival controlado por Buenos Aires; o protesto foi imediato e retumbante. Além disso, os montevideanos perceberam que essa tentativa era uma confissão de fraqueza: Buenos Aires era um porto menos adequado do que seu rival da outra margem. O projeto da Enseada de Barragán não se cumpriria, devido à crise do sistema colonial a partir de 1808, e à publicidade do único jornal portenho que existia nessa época, o Telégrafo Mercantil, que sustentava que era inútil gastar dinheiro na habilitação de outro porto.

## O conflito e as invasões inglesas
As invasões inglesas ao Rio da Prata interromperam brevemente o conflito portuário, mas uma vez que passou o perigo, a rivalidade regressou, aumentada.
Ao se retirar precipitadamente, os invasores derrotados deixaram em Montevidéu uma grande quantidade de mercadorias de alta qualidade. O novo governador, Francisco Javier de Elío, autorizou a venda desses materiais, que foram adquiridos pelos comerciantes a preços ridículos; os lucros derivados da revenda deste para o interior foram consideráveis. Mas Buenos Aires julgou que esse negócio era ilegal e exigiu o pagamento de um imposto equivalente a 52% do valor dessas mercadorias para autorizar sua comercialização fora de Montevidéu; se fossem vendidos dentro da cidade, teriam que pagar 25% do valor do produto. É desnecessário dizer que os montevideanos consideraram este imposto ordenado pelo Real Tesouro de Buenos Aires como uma exoneração intolerável.

## A Junta Autônoma de Montevidéu
As juntas americanas surgiram como consequência das invasões napoleônicas que a Espanha estava sofrendo na época, e da morte da monarquia espanhola por José Bonaparte (irmão de Napoleão Bonaparte), porque a soberania não residia mais no rei,
o povo propunha a soberania por seus próprios meios, criando juntas autônomas na Espanha e na América, para criar uma resistência contra as invasões napoleônicas.
A junta de Montevidéu atuou de 21 de setembro de 1808 a 29 de junho de 1809. A causa mais aceita da divisão entre o Vice-reino do Rio da Prata e o governo de Montevidéu é a das suspeitas do governador de Montevidéu, Elío, um exaltado nacionalista espanhol, sobre a origem francesa do vice-rei, Santiago de Liniers, a quem considerava muito afrancesado. No entanto, este confronto teve como pano de fundo a Luta dos Portos, e apresentou uma série de características originais que refletiam à realidade particular do Rio da Prata, como a Junta de Montevidéu ter agido de fato como um órgão autônomo. A Junta de Montevidéu de 1808 deve ser considerada mais uma expressão da Luta dos Portos e também como um antecedente, ainda que distante, da Independência do Uruguai. Quando isso aconteceu, o governo de Montevidéu teve completa autonomia política sobre qualquer pretensão de Buenos Aires e, portanto, sobre o vice-reino. Vale a pena notar que, durante esse governo, o Consulado de Comércio de Montevidéu foi legalizado.

## A dominação portenha e a Luta dos Portos
Depois de criadas as Províncias Unidas do Rio da Prata e com os movimentos artiguista e federal em seu auge, houve um dos últimos eventos da Luta dos Portos, que teria não apenas ressonâncias políticas e econômicas, mas também militares.
A resistência dos espanhóis entrincheirados atrás dos muros de Montevidéu chegou ao fim quando a frota que mantinha o abastecimento da cidade sob o comando de José Primo de Rivera foi destruída por sua versão portenha comandada pelo almirante Guillermo Brown no  Combate naval de Buceo.
Após a queda de Montevidéu nas mãos dos portenhos, comandados pelo general Carlos María de Alvear, os novos governantes de Montevidéu, inspirados por Alvear, agiam como um exército de ocupação: destruíram o cabildo e datilografaram outro que lhes era favorável; eles anularam o Consulado do Comércio que havia sido estabelecido pelos espanhóis depois da ruptura com Buenos Aires e o substituíram por um oficial que eles pudessem controlar. O designado foi Jerónimo Pio Bianchi. Todos os navios "inimigos ou neutros" que estavam no porto foram declarados "presas boas" (isto é, espólio de guerra) e seus proprietários tiveram que pagar uma porcentagem de seu valor para recuperá-los; os imóveis dos espanhóis foram confiscados e entregues, em muitos casos, aos membros do novo regime.
Após a derrota de Buenos Aires na batalha de Guayabos e, forçados a deixar a cidade para os artiguistas, os governadores de Buenos Aires realizaram uma verdadeira pilhagem e levaram tudo o que puderam, incluindo os livros de alfândega e a prensa móvel de Montevidéu.
A atitude de Buenos Aires deve ser entendida como outra frase da Luta dos Portos; na verdade, a última. Todas as medidas econômicas adotadas, e muitas das políticas, tinham como objetivo submeter completamente o comércio de Montevidéu às diretrizes de Buenos Aires, que assim tentavam livrar-se de seu grande rival. Como dizem José Pedro Barrán e Benjamín Nahum, não podendo pilhar a geografia, a baía profunda e protegida, o melhor porto natural do Rio da Prata; Montevidéu ainda era uma forte praça comercial.

## O fim da Luta dos Portos
Montevidéu foi ocupada por portugueses e brasileiros, se tornando capital da província Cisplatina e depois se tornou a capital de um país independente (Uruguai). Algumas das figuras mais importantes da oligarquia comercial de Buenos Aires apoiaram essas soluções e ficaram felizes; foi sua vitória na velha "luta portuária" e o monopólio, para Buenos Aires, do imenso território argentino.